# Grand Prix Španělska 2003

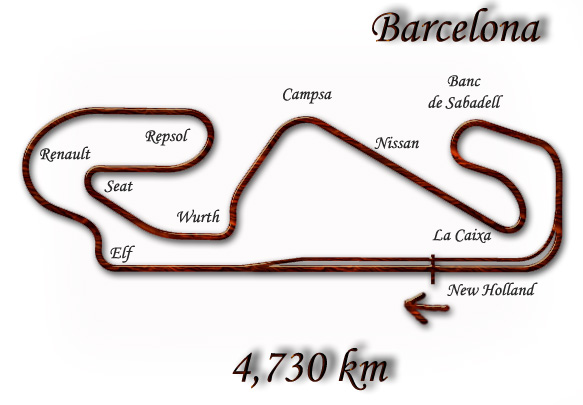

Velká cena Španělska (XLV Gran Premio Marlboro de España) vozů Formule 1 se v roce 2003 jela 4. května na okruhu v Barceloně. Jelo se 66 kol, jedno kolo měřilo 4,730 km, celkem tedy závodníci ujeli 307,323 kilometrů. Tato velká cena byla v celkovém pořadí 702. Grand Prix. Skončila 66. vítězstvím Michaela Schumachera a 161. vítězstvím pro stáj Ferrari.

## Výsledky
| Pozice | Jezdec                | Vůz              | Čas         |
| ------ | --------------------- | ---------------- | ----------- |
| 1      | Michael Schumacher    | Ferrari F2003-GA | 1:33'46.933 |
| 2      | Fernando Alonso       | Renault R 23     | á 0:05:716  |
| 3      | Rubens Barrichello    | Ferrari F2003-GA | á 0:18:001  |
| 4      | Juan Pablo Montoya    | Williams FW25    | á 1:02:002  |
| 5      | Ralf Schumacher       | Williams FW25    | á 1 kolo    |
| 6      | Cristiano da Matta    | Toyota TF 103    | á 1 kolo    |
| 7      | Mark Webber           | Jaguar R4        | á 1 kolo    |
| 8      | Ralph Firman          | Jordan EJ 13     | á 2 kola    |
| 9      | Jenson Button         | BAR 005          | á 2 kola    |
| 10     | Nick Heidfeld         | Sauber C 22      | á 2 kola    |
| 11     | Justin Wilson         | Minardi PS 04 B  | á 2 kola    |
| 12     | Jos Verstappen        | Minardi PS 03    | á 3 kola    |
| Kolo   | Odstoupili            | -                | -           |
| 43     | Giancarlo Fisichella  | Jordan EJ 13     | Motor       |
| 41     | Olivier Panis         | Toyota TF 103    | á 24 kol    |
| 38     | Heinz-Harald Frentzen | Sauber C 22      | á 27 kol    |
| 17     | David Coulthard       | McLaren MP 4/17D | Havárie     |
| 12     | Jacques Villeneuve    | BAR 005          | Motor       |
| 0      | Jarno Trulli          | Renault R 23     | **          |
| 0      | Antonio Pizzonia      | Jaguar R4        | **          |
| 0      | Kimi Räikkönen        | McLaren MP 4/17D | **          |

### Nejrychlejší kolo
- Rubens BARRICHELLO Ferrari 1'20,143 - 212.470 km/h

### Vedení v závodě
- 1-18 kolo Michael Schumacher
- 19-20 kolo Rubens Barrichello
- 21-35 kolo Michael Schumacher
- 36-37 kolo Fernando Alonso
- 38-49 kolo Michael Schumacher
- 50 kolo Fernando Alonso
- 51-65 kolo Michael Schumacher

### Postavení na startu
| 1. řada  | 1                    | 2                     |
|          | Michael Schumacher   | Rubens Barrichello    |
|          | Ferrari              | Ferrari               |
|          | 1'17.762             | 1'18.020              |
| 2. řada  | 3                    | 4                     |
|          | Fernando Alonso      | Jarno Trulli          |
|          | Renault              | Renault               |
|          | 1'18.233             | 1'18.615              |
| 3. řada  | 5                    | 6                     |
|          | Jenson Button        | Olivier Panis         |
|          | BAR                  | Toyota                |
|          | 1'18.704             | 1'18.811              |
| 4. řada  | 7                    | 8                     |
|          | Ralf Schumacher      | David Coulthard       |
|          | Williams             | McLaren               |
|          | 1'19.006             | 1'19.128              |
| 5. řada  | 9                    | 10                    |
|          | Juan Pablo Montoya   | Heinz-Harald Frentzen |
|          | Williams             | Sauber                |
|          | 1'19.377             | 1'19.427              |
| 6. řada  | 11                   | 12                    |
|          | Jacques Villeneuve   | Mark Webber           |
|          | BAR                  | Jaguar                |
|          | 1'19.563             | 1'19.615              |
| 7. řada  | 13                   | 14                    |
|          | Cristiano da Matta   | Nick Heidfeld         |
|          | Toyota               | Sauber                |
|          | 1'19.623             | 1'19.646              |
| 8. řada  | 15                   | 16                    |
|          | Ralph Firman         | Antônio Pizzonia      |
|          | Jordan               | Jaguar                |
|          | 1'20.215             | 1'20.308              |
| 9. řada  | 17                   | 18                    |
|          | Giancarlo Fisichella | Justin Wilson         |
|          | Jordan               | Minardi               |
|          | 1'20.976             | 1'22.104              |
| 10. řada | 19                   | 20                    |
|          | Jos Verstappen       | Kimi Räikkönen        |
|          | Minardi              | McLaren               |
|          | 1'22.237             | 1'31.900              |
| -------- | -------------------- | --------------------- |

### Zajímavosti
- V závodě debutoval nový model vozu Ferrari F 2003-GA
- Rubens Barrichello zajel 10 nejrychlejší kolo